# Ємельянове
Ємельянове (біл. вёска Емяльянава) — село в складі Смолевицького району Мінської області, Білорусь. Село підпорядковане Усяжській сільській раді, розташоване в центральній частині області.